# Ali Baba

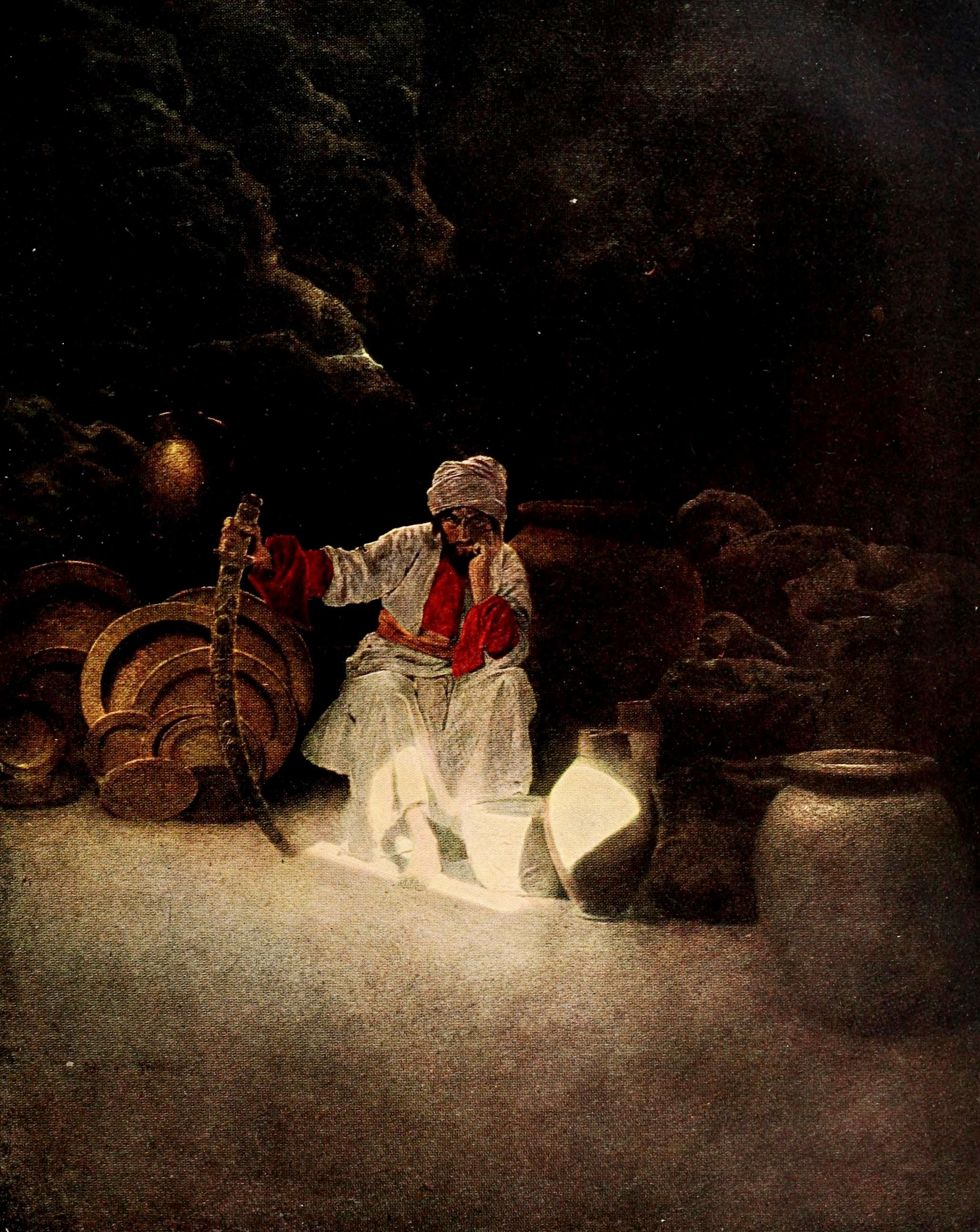
Ali Baba történetének részlete Maxfield Parrish festményén (1909)

Ali Baba (arabul: علي بابا  – ʿAli Bābā) kitalált szereplő a középkori arab irodalomból. Az Ali Baba és a negyven rabló című kalandmesében jelenik meg. Néhány kritikus szerint ezt a történetet Antoine Galland, egy 18. századi francia orientalista és a mű egyik európai fordítója adta hozzá az Ezeregyéjszaka meséihez, aki valószínűleg egy aleppói arab mesélőtől hallotta. Viszont Richard F. Burton azt állítja, hogy valószínűleg az eredeti Ezeregyéjszaka meséi része volt. A történet egy pantomimelőadás cselekménye is volt — legnépszerűbben valószínűleg a Chu Chin Chow nevű pantomim/musicalben.

## Történet
|  | Alább a cselekmény részletei következnek! |

Perzsia Khoraszán nevű városában Ali Baba és bátyja, Kászim egy gazdag kereskedő fiai voltak. Apjuk halála után Kászim gazdag nőt vett feleségül, Ali Babának szegény leány lett a párja. A fiatal Ali Baba tűzifa (egy értékes árucikk) gyűjtésével és vágásával foglalkozott a közeli hegyek erdőiben (a sík és gyakran sivatagos vidéken nem akadt fa, amely a főzéshez, sütéshez kellett, ezt csak a hegyvidékről lehetett beszerezni, ahol több volt a csapadék).
Sok becsülettel eltöltött munkás nap után, egyszer lovasok seregét pillantotta meg, akik útonállók voltak és rendszerint karavánokat illetve védtelen falvakat fosztottak ki, s igen kegyetlen bitangok hírében álltak. Véletlenül meghallotta a negyven rabló titkát, akik a kincsesraktárukat látogatták meg egy alig észrevehető sziklafalnál. A kincs egy vasajtóval elzárt barlangban rejtőzött, a szája varázslattal volt elzárva. A "Szezám, tárulj fel!" szavakra nyílt és a "Szezám, zárulj" szavakra záródott. A barlangot nagyhatalmú szellemek a máridok (fődzsinnek) alakították így ki. Amikor a rablók elmentek, Ali Baba bemerészkedett a barlangba, ahol káprázatos mennyiségű aranyat, ezüstöt, drágaköveket, luxuscikkeket, sőt ételeket fedezett fel. Amit bírt összeszedte és hazavitte a kincsből. A felesége álmélkodott, de meg is ijedt, mert azt hitte, hogy az ura lopta a sok pénzt. Ali Baba elmondta a feleségének - elejétől a végig - a kalandját a rablókkal. Az asszony tudni akart az arany mennyiségét, de mivel túl sok volt, ezért elindult sógornőjéhez, Kászim feleségéhez vékát kölcsönkérni, hogy azzal megmérjék az aranypénzt. A sógornő egy kis viaszt tett a vékába, hogy megtudja mit mérnek a rokonai. Miután a pénzmérés megtörtént, egy dinár beleragadt a viaszba, így fény derült Ali Babáék titkára, s Kászim is hamarosan megtudta, hogy az öccse valahogyan meggazdagodott.
A fiatalabb testvér kénytelen volt elbeszélni bátyjának, mert az kész lett volna a városi elöljáróknál feljelenteni. Elmondta hát Ali Baba mi hogyan történt, a kalandját a rablókkal: hogy hatolt be a kincsesbarlangba, és hogy hozott haza egy halom aranyat meg minden egyebet, amit drágakőben, kelmében csak megkívánt. Jó ember lévén felajánlotta Kászimnak, hogy osztozzanak meg a kincsen, még a varázsigét is elárulta neki. De Kászim kapzsi lévén nem érte be se saját gazdaságával, se öccse nagylelkűségével és tíz öszvérrel indult útnak hogy sokkal több arannyal térjen vissza mint az öccse. A pénzéhes férfi Ali Baba leírása alapján megtalálta a kincseket rejtő barlangot, s végigjárta a csodás csarnokokat. Miután Kászim arannyal bőségesen telerakott egy zsákot, ki akart menni a barlangból, de nem jutott eszébe pontosan a jelmondat. 

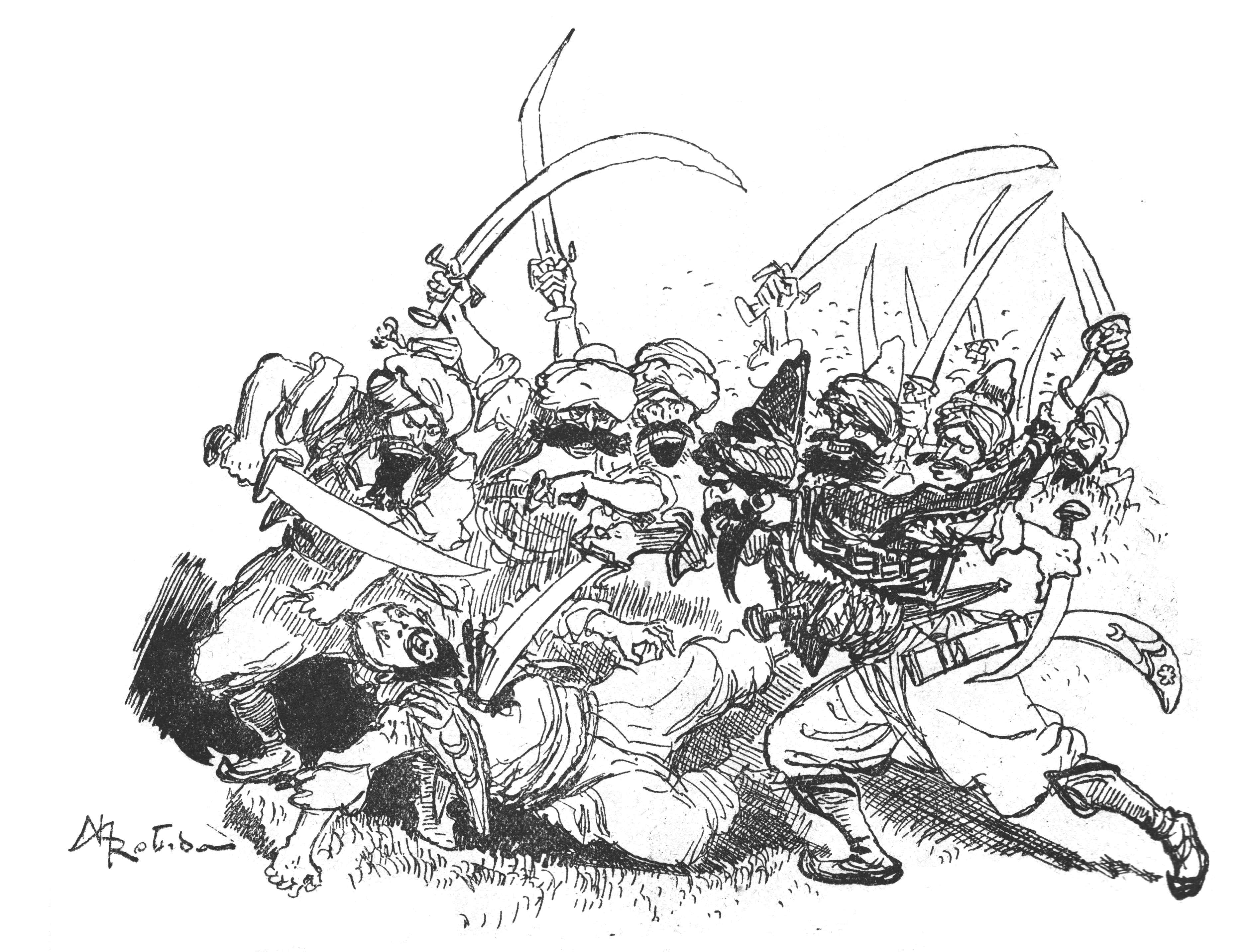
Kászim szörnyű halála

Próbálkozott búzával, árpával, még csicseriborsóval is, de a barlang vasajtaja nem nyílt ki. A csapdába esett férfi kétségbe esett, hiába törte a fejét, nem jutott eszébe a szezám szó, végül szorongásban és magatehetetlenségében, keserves, de hiábavaló bűnbánattal várt sorsára. A rablók közben dús zsákmányra leltek, kifosztottak egy kereskedőkaravánt. A gazdag zsákmánnyal megindultak a rejtekhelyük felé, de a barlang közelében megpillantották a ládákkal megrakott öszvéreket. Ezután körülvették a bejáratot, így Kászim nem kerülhette el a sorsát. Próbált ugyan kitörni, a haramiavezért fel is lökte, ám egy rabló lándzsával szíven szúrta. Az útonállók felnégyelték a holttestét, s intő példaként a bejárat mögé akasztották.
Kászim felesége este hiába várta haza az urát. Ahogy telt-múlt az idő, egyre jobban aggódni kezdett a férjéért, ezért Ali Babához fordult segítségért. Ali útnak indult a hegyekbe, hogy megkeresse a bátyját, mert akármennyire is volt hozzá szívtelen mégis szerette. Rá is bukkant a barlangban a szétszabdalt testre. Keserves fájdalommal hazavitte testvére maradványait, majd Mardzsána - abesszíniai rableány, a szolgálója - tanácsára egyelőre titokban tartották a gyászesetet. Egy vénséges vén embertől, aki jártas volt a gyógyítás tudományában többször is kenőcsöket kértek Kászim "nagy bajára". Ali Baba közben gyászos képpel járt a városban, s elterjesztette, hogy a bátyja nagyon beteg. Mardzsána ezek után elment egy foltozóvargához, Musztafa seikhhez, s aranypénzekkel rávette, hogy a férfi bekötött szemmel menjen el Kászim házához, egy titokzatos munkát elvégezni. A vargának egy megölt embernek a részeit kellett erősen összevarrnia és a tagjait összeillesztenie. Most már nyilvánosságra hozták Kászim halálát, de Kászim megöletése titokban maradt, senki sem tudta meg, hogy mi történt valójában, és mindenki abban a hiszemben volt, hogy a férfi természetes halállal halt meg. Az előírt  gyászidő letelte után Ali Baba feleségül vette Kászim özvegyét, aki szörnyen megbánta kapzsiságát, s ezért hálás készséggel engedett Ali Babának. Ali Baba és első feleségével együtt átköltözött bátyja házába, ahol jól meg voltak Kászim özvegyével és szolgálóival. Kászim üzletét Ali Baba fia vette át.
A rablók, miután visszatértek a kincses barlanghoz, észrevették, hogy Kászim holtteste eltűnt, a kincsek is megfogyatkoztak, rádöbbentek, hogy titkuk kitudódott. Nyomozásba kezdtek, többen is megkísérelték kikutatni, hogy ki fedezhette fel a rejtekhelyüket, ki lophatta meg őket. Már az első sikerrel járt, Musztafa varga vezette nyomra, akinek pénzt ígért. Mivel Musztafa pontos ember volt bekötött szemmel újra eltalált a házhoz és a rabló egy kis fehér jelet csinált a kapura. De Mardzsána észrevette a kis krétajelet a házuk ajtaján, és gyanakodni kezdett, majd a szomszéd ajtókra hasonló jeleket rajzolt. Amikor a rablók álruhában megjelentek a városban, nem tudták eldönteni, hogy melyik lehet a kérdéses ház. A vezér a kardjával lecsapta a sikertelenül nyomozó bandatag fejét, aki elfogadta sorsát, lévén hatalmas szégyenbe jutott. Másodiknak egy Ahmed el-Ghadbán nevű lator próbálkozott, aki szintén rátalált Aliék házára úgyszintén Musztafa varga segítségével. Ő a kapunak egy rejtett helyére egy kicsi vörös jelet festett, abban a hiszemben, hogy ezt majd biztosan nem veszik észre a háziak. Az abesszíniai rabnő szemét azonban nem kerülte el a piros jel, felismerte, hogy valaki gonoszat forral a házbeliek ellen. A lány, hogy tévútra vezesse a rosszakarót, a szomszéd ajtókra ugyanolyan jelet mázolt, mint amilyen Aliékén volt. Így Ahmed sem járt jobban, szégyenbe jutott és a vezér az ő fejét is lenyisszantotta a helyéről.
A rablóvezér harmadszorra maga vette kezébe a nyomozás szálait, egyedül indult el a városba kikutatni, ki járt eddig túl az eszükön. A foltozóvarga neki is segített, elvezette Aliék házához. De a vezér, két emberével ellentétben nem feledkezett meg a ház alakjáról, nem kellett neki jelet felfestenie. Akármennyire is egyformán épültek abban az utcában ő alaposan megjegyezte az épület ismertetőjeleit, emlékezetébe vésett a hozzá vezető utat, hogy majd biztosan rátaláljon. Ezek után visszatért a csapatához, és beszámolt nekik arról, amit végzett, majd elmondta, hogy mi módon állhatnának bosszút ellenségükön.
A vezér pár nap múlva kereskedőnek álcázva magát elindult húsz öszvérrel a kiszemelt célpont felé. Az öszvérek közül tizenkilenc hátán a tömlők belsejében 38 bandatag szorongott, egy nagy tömlő meg olajjal volt megtöltve. A vándor Ali Baba házánál beszédbe elegyedett a gazdával, és szállást kért tőle éjszakára. A nemes jellemű Ali nem ismerte fel a rablók kapitányát, ezért szívesen vendégül látta. A házigazda leszedette a tömlőket az öszvérekről, az utazót - bár az odakint szeretett volna lepihenni - meghívta vacsorázni. A bőséges étkezés után a rablóvezér lepihent, de előtte figyelmeztette - súgva a tömlőkbe - az embereit, hogy mindjárt itt a leszámolás órája. Ha Mardzsána lámpájából éppen el nem fogy az olaj, valóban itt lett volna az utolsó éjszakája a házbelieknek. De mivel kézenfekvőnek tűnt a kereskedő olajából egy picit kölcsön venni, így a rabszolgalány lement egy korsóval, és odalépett a tömlőkhöz.

„Közben a rablók már szörnyen türelmetlenkedtek, hogy olyan hosszú időre voltak ebbe a szűk börtönbe összezsugorítva, agyonszorítva, kerékbe törve, megnyomorítva; már nehezen tűrték ezt az állapotot, és rabságukat nem tudták tovább elviselni. Amikor Mardzsána lépteit meghallották, azt hitték, a vezérük jön; és így érte el őket a sors nyíllövése, és így sújtott rájuk Alláh rendelése. Kiszólt az egyik rabló: "Itt az idő, jöhetünk?"”

– Részlet Ali Baba és a negyven rabló meséjéből

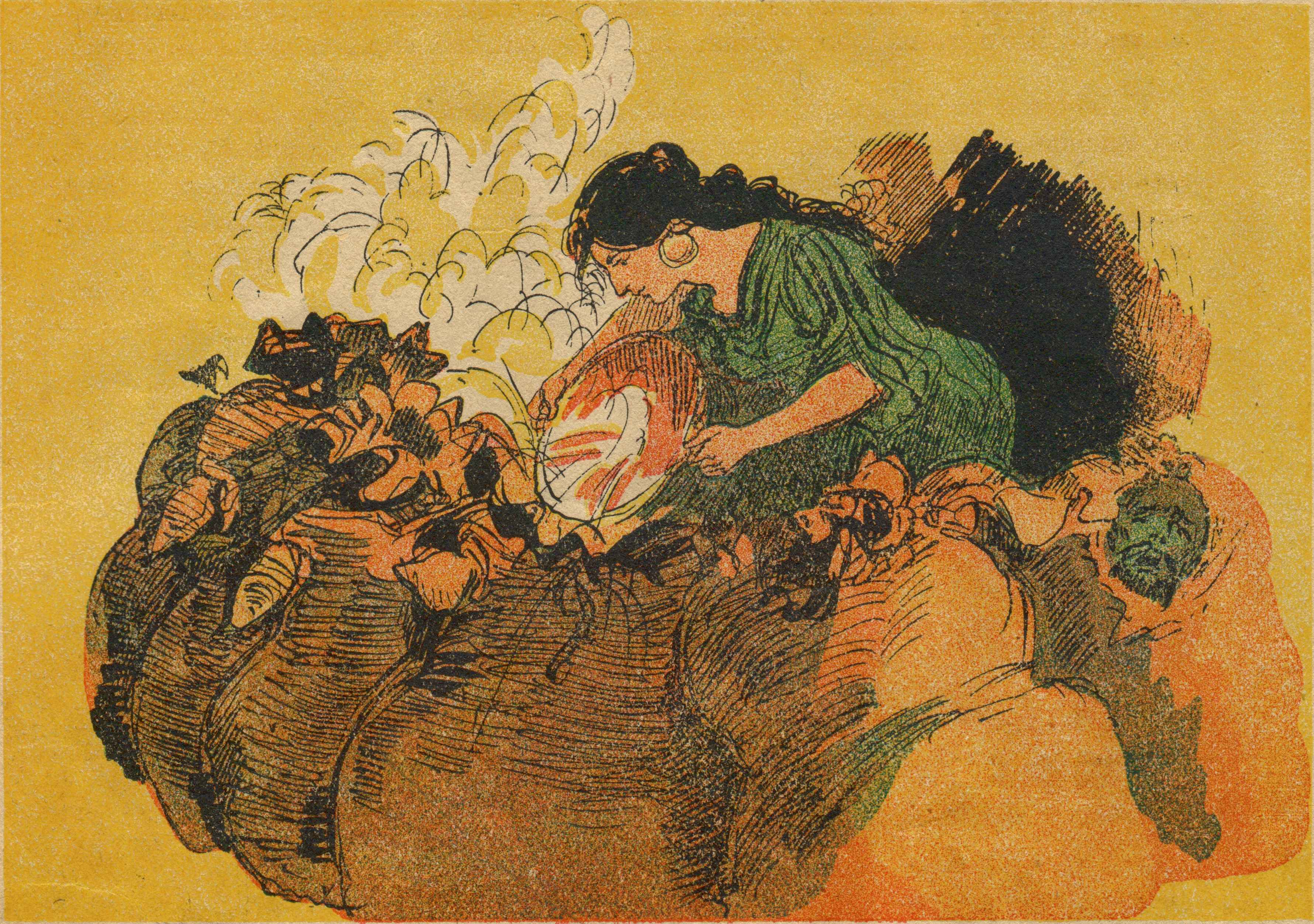
Az éber szolgálólány forró olajat tölt a tömlőkbe

Mardzsána először nagyon megijedt, de aztán azonnal megértette a helyzetet, rögtön tudta, hogy a rablók vannak itt. Megnyugtatta a tömlőkben várakozó gazfickókat elváltoztatott hangon, majd egy rézüstben olajat melegített, végül mindegyik tömlőbe csorgatott a tűzforró folyadékból egy keveset. Amikor a forrásban levő olaj a rablók fejére csurgott, menten megölte valamennyit.
A rablóvezér nem sokkal később az elcsendesült házban kiment a szobájából, és kavicsokat dobált az udvarra, majd a tömlőket vette célba. Várta, hogy a társai előbújjanak, de nem történt semmi. Rémület lopózott a szívébe, amikor meglátta, hogy mi történt a cimboráival, azonnal kereket oldott. Mardzsána leste az idegen minden lépését, és reggel elmesélte Ali Babának, hogy milyen veszedelemtől menekült meg a háznép, de a lány korábbi megfigyeléseiről és tetteiről is (jelek a házajtón) beszámolt. Ali Baba megköszönte a rabszolgalány bölcs és bátor tetteit, és hálából felszabadította őt. Később a holt rablókat elásták a kertben, befedték földdel úgy, hogy még nyomuk se maradt. Az öszvéreket és a tömlőket eladták más-más időben.
A rablók vezére a kincsesbarlang küszöbéig szaladt, keservesen fájlalta, hogy a terve a dugába dőlt, és még az embereit, a hű csatlósait is elvesztette mind egy szálig. Bosszúra szomjasan új terven törte az eszét. A barlangjából értékes holmikat, ékszereket hordott a városba, amelyeket azon a tájékon korábban nem láttak. A városban üzlethelyiséget bérelt, és felettébb olcsón árulta a portékáit. Hamarosan népszerű lett az emberek előtt, messze földről is felkeresték a boltját. Ő - vad, kemény, kíméletlen gonosztevő lelkét elnyomva - mindenkivel udvariasan, barátságosan, nyájasan bánt. A lator üzlete éppen Ali Baba fia, Mohammed boltjával szemben volt. Szomszédhoz illően  összeismerkedtek és összebarátkoztak, de egyikük sem tudta a másikról, hogy ki is valójában a másik.
Amikor a haramiavezér rájött arra, hogy Mohammed Ali Baba fia, még gyakrabban látogatta, és egyre jobban színlelte a barátságot. Egy nap még Ali Babáékhoz is meghívatta magát, elérkezettnek vélte az időt a  leszámolásra az egész családdal. A rabló közben annyira megváltoztatta a külsejét, hogy Ali Baba nem ismert rá. Mohammed Mardzsánát kérte meg, hogy só nélküli ételeket készítsen, mert a vendég ezt kérte. A lány furcsállotta ezt az óhajt, és alaposabban megnézte az idegent. Azonnal ráismert a  gonosztevőre, még azt is észrevette, hogy az álkereskedő a köpenye alatt tőrt rejtegetett.
A vacsorán a rablóvezér arra törekedett - aprókat kortyantva a borból -, hogy a vendéglátói lerészegedjenek, és így könnyebben végezhessen velük. A döntő pillanatban azonban Mardzsána és Abdallah - a ház egyik szolgája - lépett be a mulatozókhoz. A csodaszép lány bűbájos táncba kezdett, a fiú tamburinon kísérte. A rablóban forrt a düh és méreg, hogy a leány és Abdallah megzavarta őt terve végrehajtásában, de jó képet vágott a dologhoz, és egyre elmélyültebben figyelte a karcsú termetű, szépen kidomborodó csípőjű, gránátalma keblű lányt. A tánc végén a szolgálólány hirtelen - kést rántva elő - szíven szúrta a ház alattomos vendégét. Ali Babáék irtózva azonnal felugrottak, és megrökönyödve kiáltottak rá Mardzsánára. A lány felfedte a rablóvezér kilétét, rádöbbentve a háziakat, mekkora veszedelemben is forgott az életük. Ali Baba hálája jeléül Mohammed fiához - aki már régóta szerelmes volt Mardzsánába - adta feleségül a lányt.
A rablóvezért a társai közé temették a kertben, majd  három napig tartó lakodalmat csaptak, Mardzsána és Mohammed végre egymáséi lehettek.
Egy év múlva Ali Baba a fiával együtt felkereste a kincsesbarlangot. Megmutatta neki a helyet, és felfedte előtte a barlangba bejutás titkát. Kiválasztották a barlang drágaságai közül, ami leginkább megtetszett nekik, abból vittek magukkal haza bőségesen.
És ettől az időtől fogva eljártak a kincsesbarlangba, és hazahordtak mindent, amit szemük-szájuk megkívánt. Így éltek gyönyörű, boldog életet, addig, míg el nem jött hozzájuk az örömök elcsitítója, a barátság szétbontója, erődök megsemmisítője és síroknak megtöltője.
|  | Itt a vége a cselekmény részletezésének! |

## Képgaléria

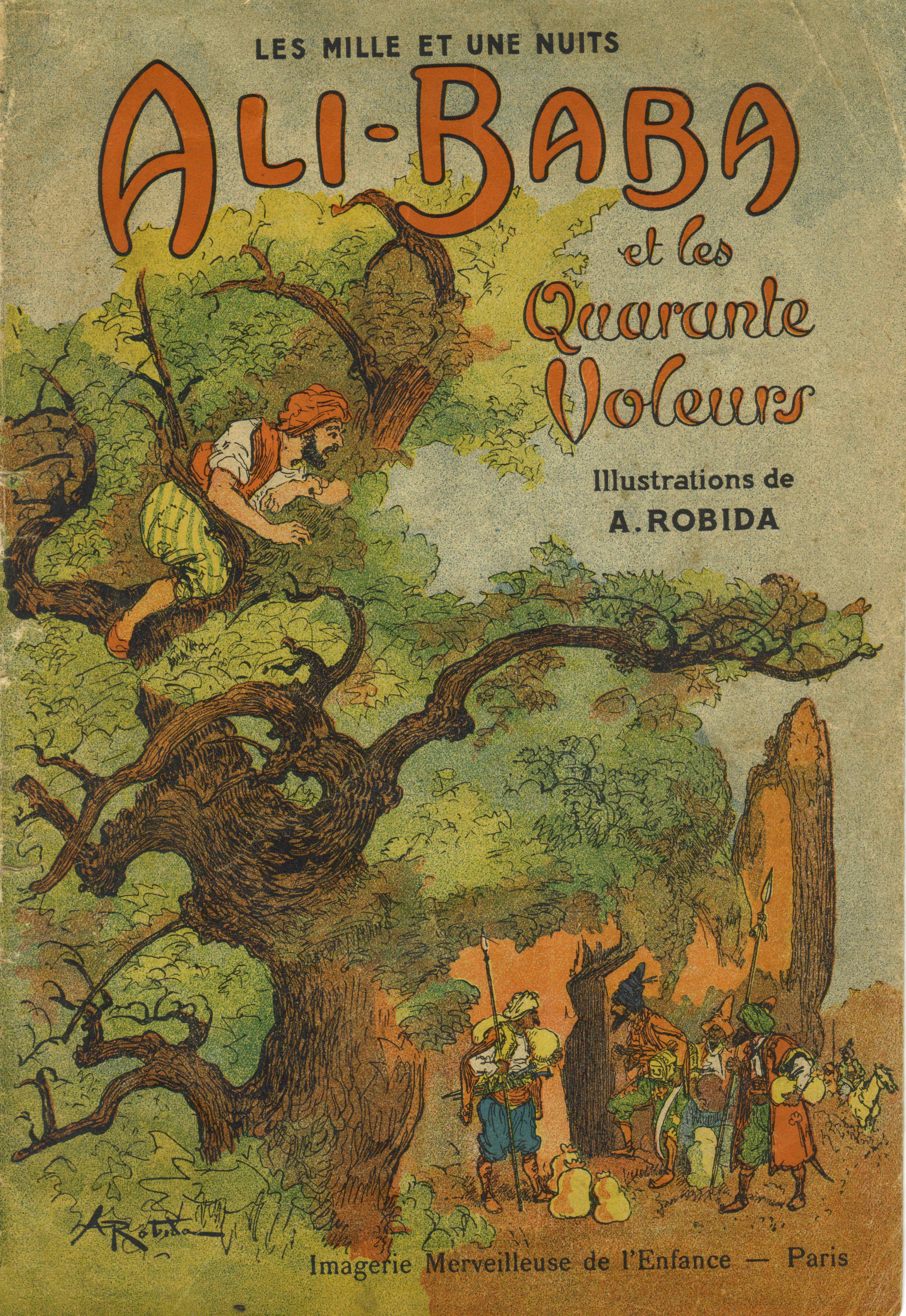
Albert Robida (1848-1926) Párizsban megjelent kötetének borítója
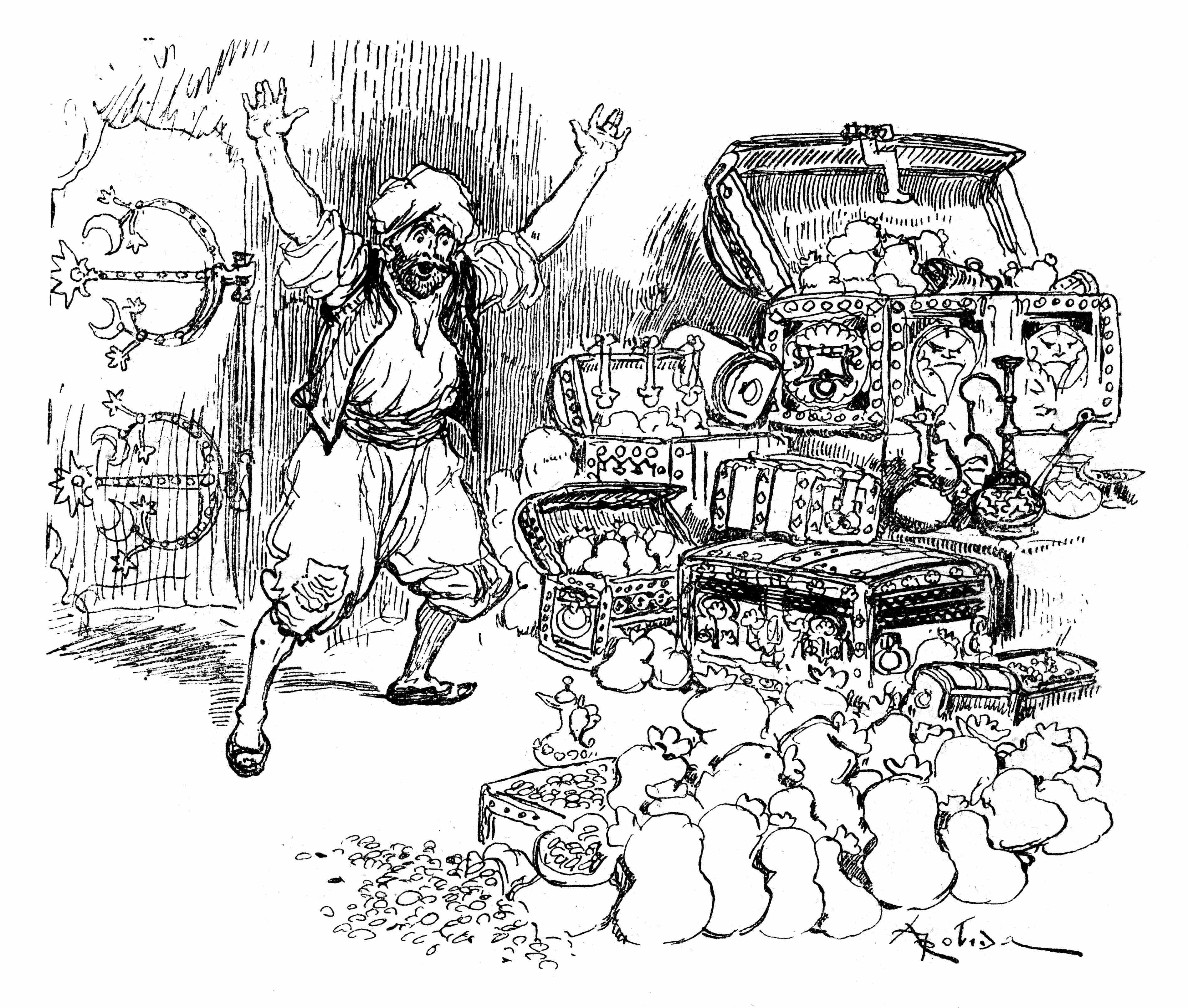
Kincs a barlangban
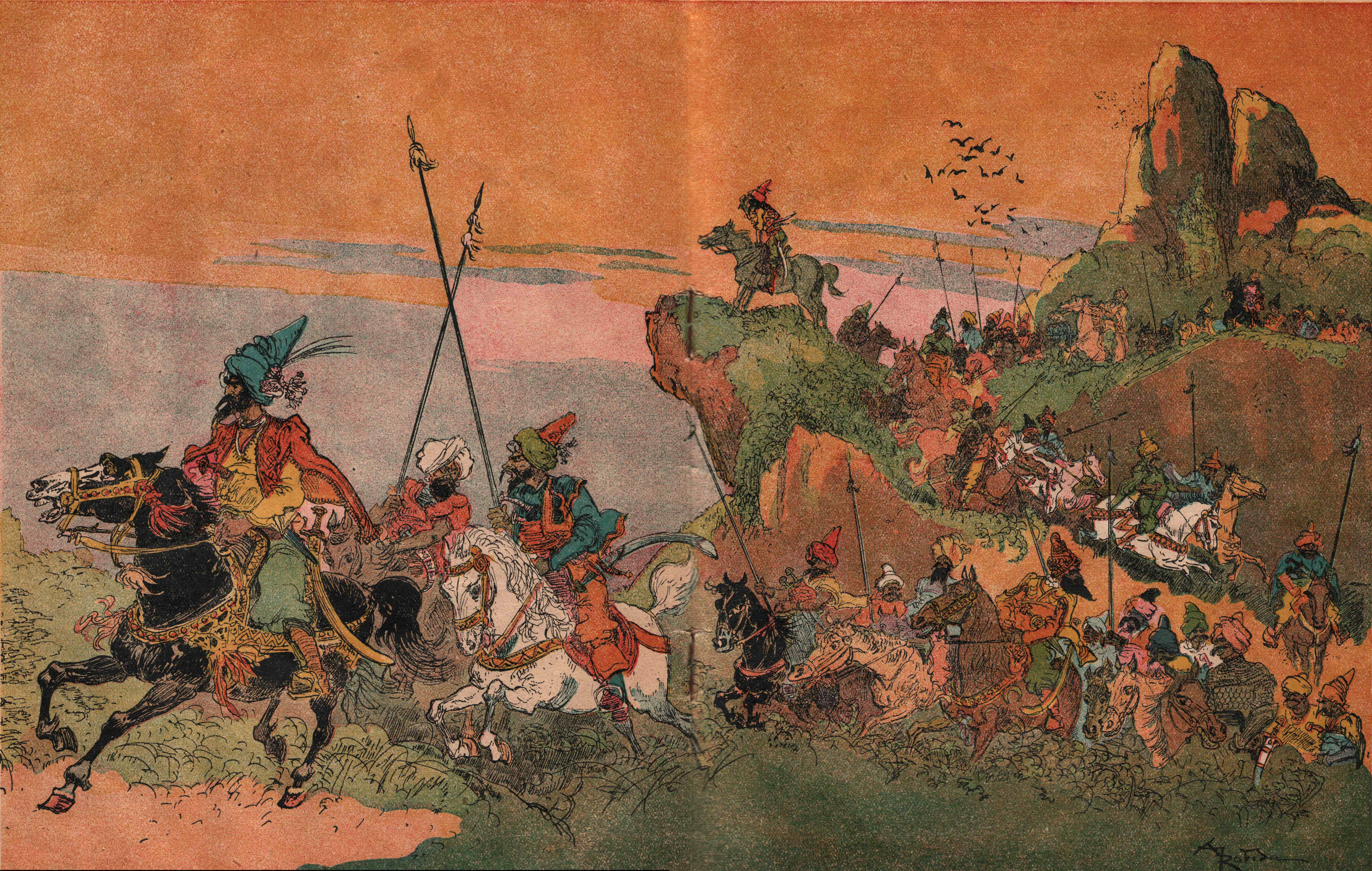
A negyven rabló útnak ered (Robida könyvének 8-9. oldala)
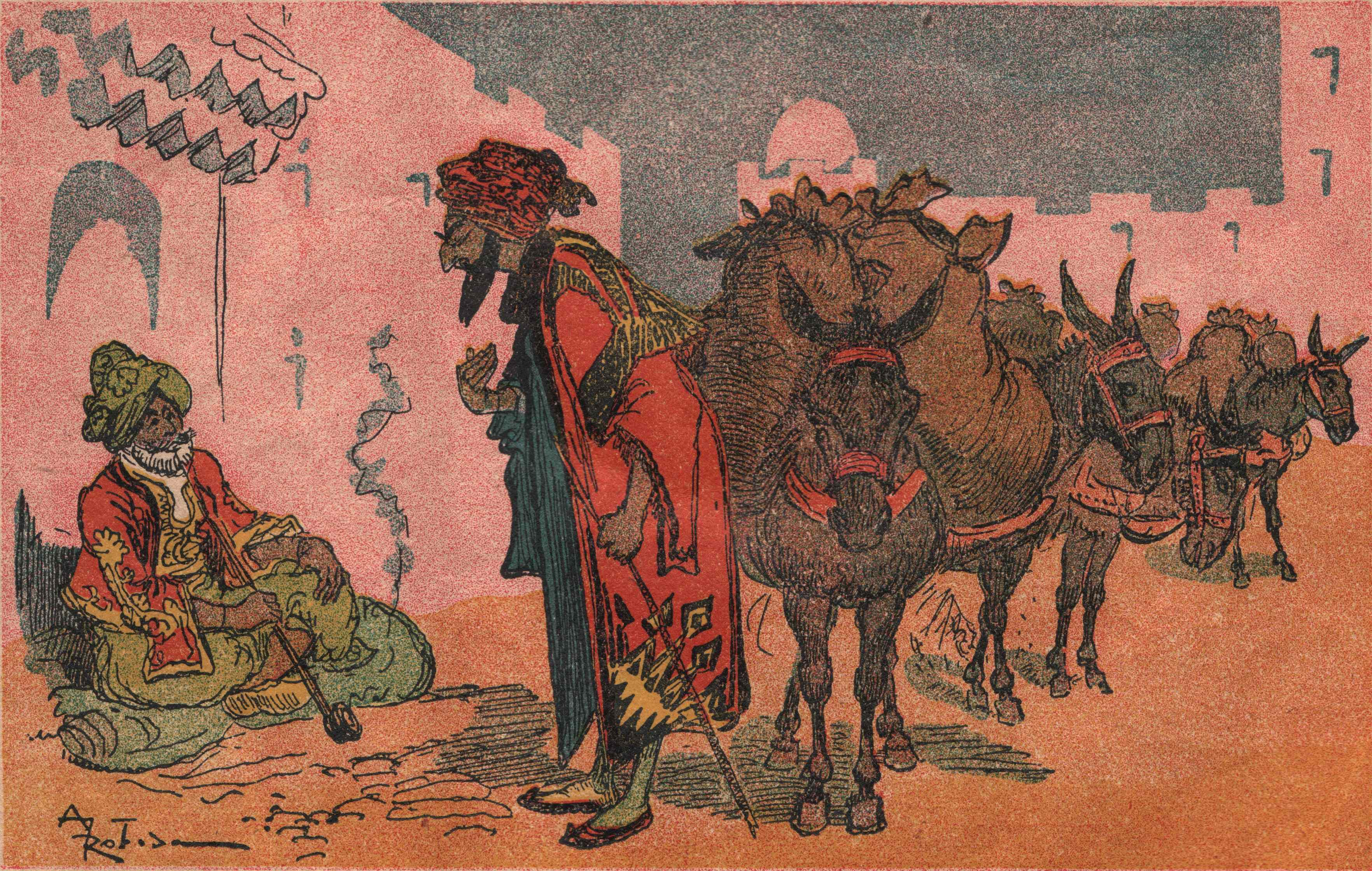
Hol lakik Ali baba?
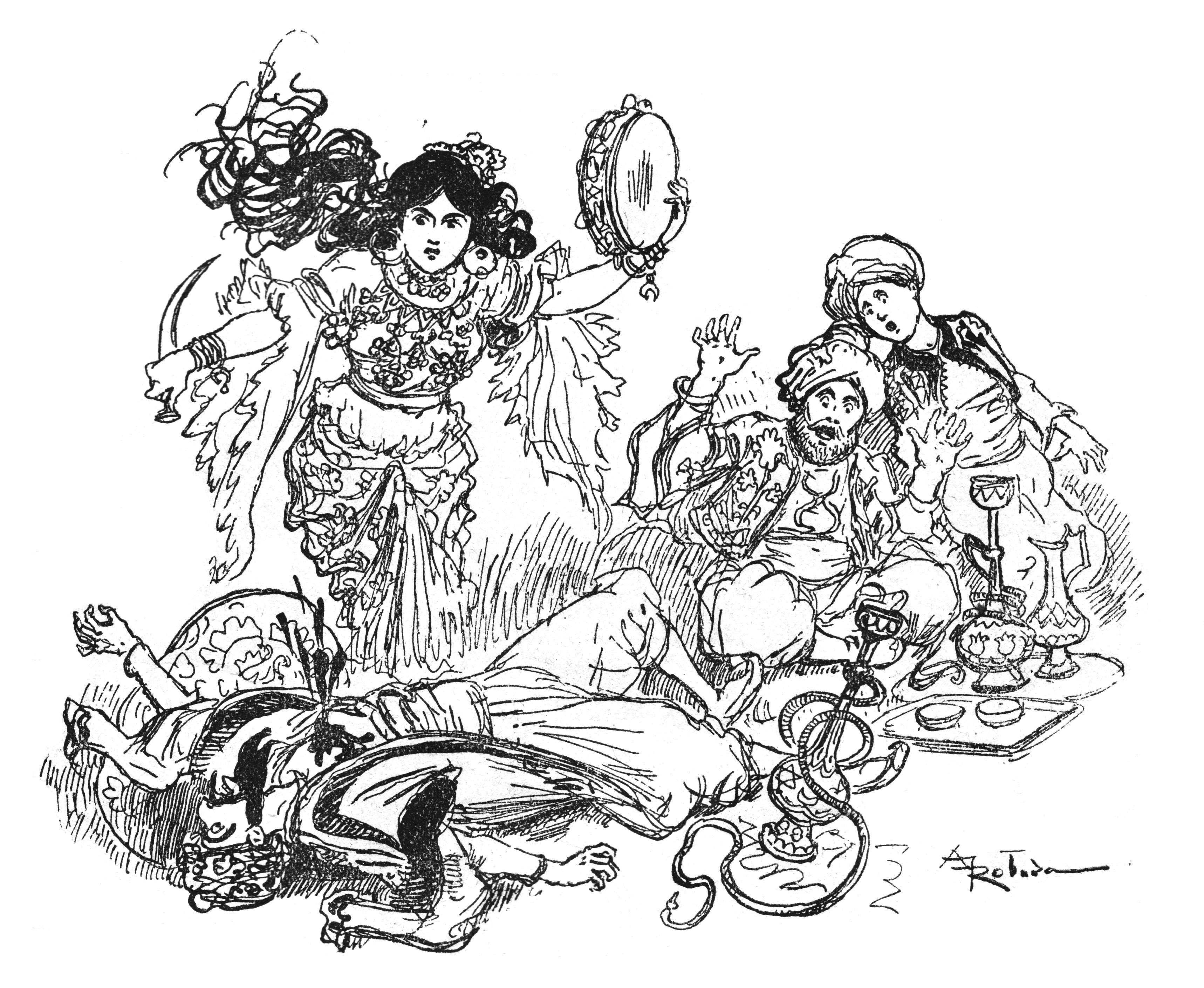
Aki rosszban sántikál, pórul jár!